# Werner Fechter
Werner Fechter (* 27. Februar 1910 in Karlsruhe; † 28. Juni 1994 in Titisee-Neustadt) war ein deutscher Germanist.
Fechter studierte ab 1929 in Freiburg, Innsbruck und Heidelberg, wo er Mitglied in katholischen Studentenverbindungen im Verband der Wissenschaftlichen Katholischen Studentenvereine Unitas war. Nach der  Promotion 1935 in Heidelberg (Das Publikum der mittelhochdeutschen Dichtung, ein Standardwerk der Literatursoziologie) konnte Fechter die gewünschte akademische Laufbahn nicht einschlagen, da er sich weigerte, in die NSDAP einzutreten. Nach langen Jahren im Schuldienst, zuletzt am Bertholdgymnasium in Freiburg im Breisgau (1948–1966), habilitierte er sich 1963. 1966–1969 war er Wissenschaftlicher Rat am Deutschen Seminar in Freiburg, von 1969 bis zur Pensionierung 1972 außerplanmäßiger Professor.
Fechter hat vor allem auf dem Gebiet der Handschriftenforschung und Überlieferungsgeschichte wichtige Forschungsbeiträge vorgelegt. Posthum erschien seine Rekonstruktion der mittelalterlichen Handschriftenbibliothek des Stifts Inzigkofen.

## Veröffentlichungen (Auswahl)
- Deutsche Handschriften des 15. und 16. Jahrhunderts aus der Bibliothek des ehemaligen Augustinerchorfrauenstifts Inzigkofen (= Arbeiten zur Landeskunde Hohenzollerns. Band 15) Jan Thorbecke Verlag, sigmaringen 1997 Rezension.
- Grazer Marienleben. In: Kurt Ruh u. a.: (Hrsg.): Die deutsche Literatur des Mittelalters. Verfasserlexikon. 2., völlig neu bearbeitete Auflage. Band 3. De Gruyter, Berlin / New York 1981, Sp. 229 f.
- Lateinische Dichtkunst und deutsches Mittelalter. Berlin 1964 (= Philologische Studien und Quellen. Band 23).